# Ulf Adelsohn

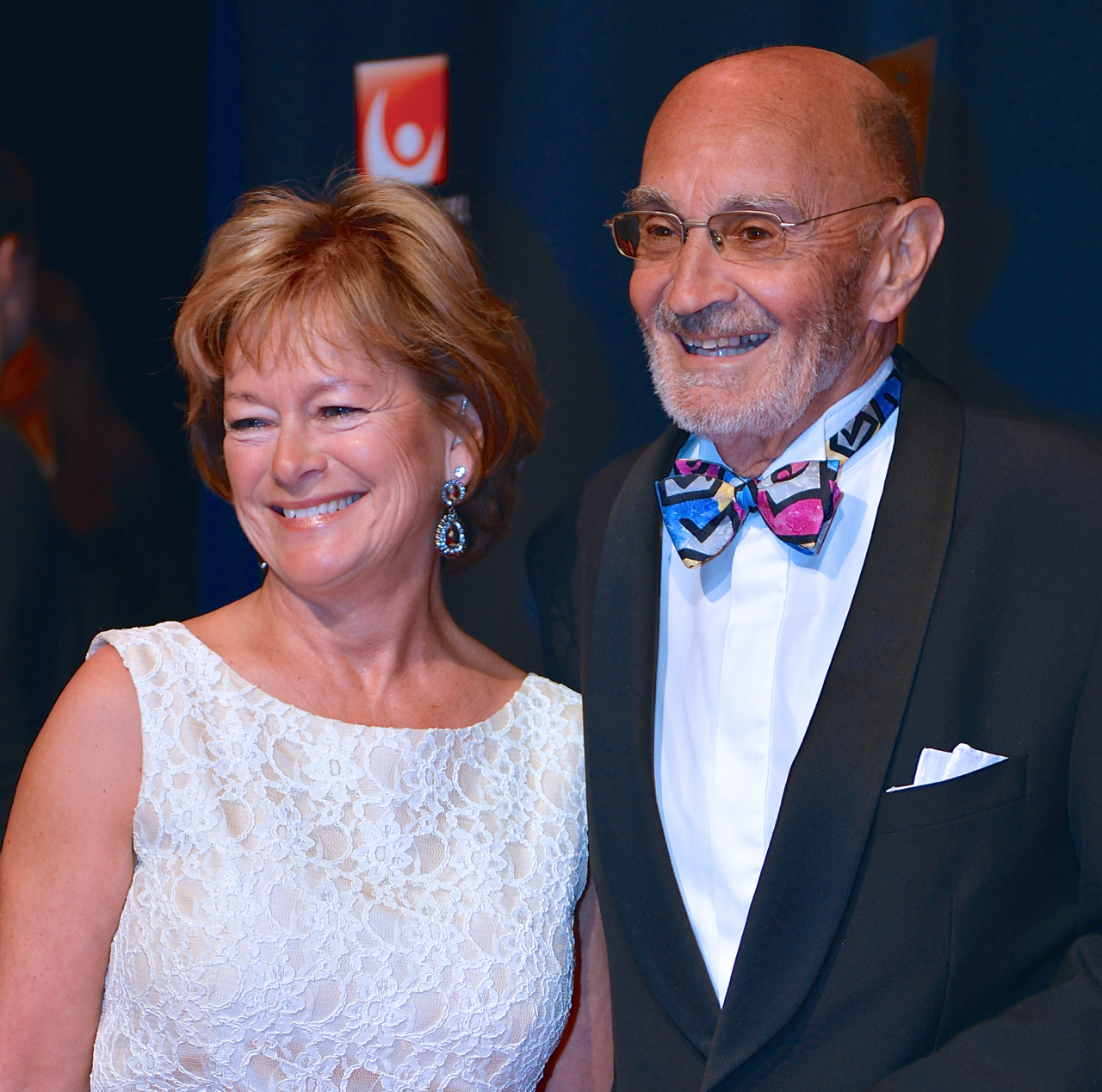
Lena Adelsohn Liljeroth och Ulf Adelsohn 2014.

Ulf Adelsohn, född 4 oktober 1941 i Hedvig Eleonora församling i Stockholm, är en svensk jurist och politiker. Han var partiledare för Moderaterna 1981–1986, finansborgarråd i Stockholm  1976–1979, kommunikationsminister 1979–1981 och landshövding i Stockholms län 1992–2001.

## Karriär
Ulf Adelsohn blev jur. kand. vid Stockholms universitet 1968. Han var därefter ombudsman för fastighets AB Stockholm City 1968–70 samt direktörsassistent vid SACO 1970–73. Han var ordförande för Konservativa studentförbundet 1966–68, vice ordförande för Moderata samlingspartiet i Stockholm 1968–73, ledamot av partistyrelsen från 1978 och partiledare 1981–86. Adelsohn var gatuborgarråd i Stockholm 1973–76, finansborgarråd 1976–79 och därefter statsråd och chef för kommunikationsdepartementet (kommunikationsminister) 1979–81 samt riksdagsledamot 1982–88.
Ulf Adelsohn var landshövding i Stockholms län 1992–2001. Han var från 2001 till i april 2011 styrelseordförande för SJ AB.
Han var ordförande i ishockeysektionen för Djurgårdens IF 1974–77 och ledamot av riksidrottsstyrelsen 1977–78. Adelsohn har också skrivit romanen Priset för ett liv tillsammans med Olov Svedelid.

## Familj och bakgrund
Ulf Adelsohn är son till kanslirådet Oskar Adelsohn (1894–1983) och dennes hustru Margareta, född Halling (1907–99). På faderns sida har han polsk-judiskt påbrå. Hans syster Inger var under en tid gift med Knut Hammarskjöld.
Adelsohn är sedan 1981 gift med Lena Adelsohn Liljeroth, med vilken han har två barn. Paret är bosatt i Stockholm och har ett sommarhus på Käringön i Orust kommun.
Adelsohn är på mödernet i sjunde led ättling till Jacob Johan Anckarström, Gustav III:s mördare. Anckarström var hans mormors mormors mormors far. Två av faderns många syskon var Harald och Arne Adelsohn.